# بدراني (جفال)
بدراني (بالفارسية: بدرانی) هي قرية تقع في إيران في قسم جفال الريفي. يقدر عدد سكانها بـ 829 نسمة .